# Sporting Kansas City
Sporting Kansas City is een voetbalclub uit de Amerikaanse stad Kansas City. De club werd als Kansas City Wizards in 1995 opgericht en speelt zijn wedstrijden in het blauw en wit. De naam 'Wizards' is een verwijzing naar The Wizard of Oz, waarvan het hoofdpersonage uit Kansas afkomstig is.

## Geschiedenis
Gedurende het seizoen 1996 was de club gekend als de Kansas City Wiz, deze naam werd echter snel gewijzigd door een dispuut in verband met de copyrights. Kansas City Wizards was in handen van Lamar Hunt, maar aan het einde van het seizoen 2005 gaf hij te kennen dat hij de club wilde verkopen. Een groep lokale investeerders, OnGoal, kocht in 2006 de ploeg over.

## Erelijst
- MLS Cup

Winnaar: 2000, 2013 (2x)
- MLS Supporters' Shield

Winnaar: 2000 (1x)
- US Open Cup

Winnaar: 2004, 2012, 2015, 2017 (4x)

## Stadion

### Arrowhead Stadium
The Wizards speelden van 1996 tot en met 2007 in het Arrowhead Stadium, het Americanfootballstadion dat vooral door de Kansas City Chiefs wordt gebruikt.

### CommunityAmerica Ballpark
Het bestuur van Kansas City Wizards sloot een overeenkomst met de Kansas City T-Bones om hun stadion te gebruiken tijdens de seizoenen 2008 en 2009. Deze verhuis maakt dat Kansas City Wizards het tweede team in de MLS wordt dat zijn thuisstadion deelt met een baseball team. Het andere is DC United, dat zijn stadion met de Washington Nationals deelt.

### Children's Mercy Park
The Wizards waren al geruime tijd op zoek naar een geschikte locatie voor een eigen voetbalspecifiek stadion. Met het vrijstaande shoppingcenter Bannister Mall werd de nodige grond gevonden. De bouw startte op 20 januari 2010, de opening vond plaats op 9 juni 2011.

## Bekende (oud-)Wizards

### Spelers
- Davy Arnaud
- Dave van den Bergh
- Dom Dwyer
- Roger Espinoza
- Benny Feilhaber
- Eddie Johnson
- Kei Kamara
- Chris Klein
- Tim Melia
- Tony Meola
- Krisztián Németh
- Graham Zusi

#### Kampioensteams
- 2000 — Chris Brown, Alex Bunbury, Peter Byaruhanga, Ihor Dotsenko, Nick Garcia, Gary Glasgow, Francisco Gomez, Chris Henderson, Mo Johnston, Matt McKeon, Brandon Prideaux, Chris Klein, Tony Meola,  Miklos Molnar, Uche Okafor, Preki Radosavljević, Dionysios Sebwe, Chris Snitko, Peter Vermes, John Wilson en Kerry Zavagnin. Trainer-coach: Bob Gansler. Assistent-coach: Brian Bliss.

- 2013 — Jimmy Nielsen, Eric Kronberg, Jon Kempin, Erik Palmer-Brown, Ike Opara, Kevin Ellis, Matt Besler, Chance Myers, Lawrence Olum, Seth Sinovic, Fede Bessone, Mechack Jérôme, Kyle Miller, Brendan Ruiz, Aurélien Collin Meia, Paulo Nagamura, Graham Zusi, Benny Feilhaber, Mikey Lopez, Dom Dwyer, Peterson Joseph, Oriol Rosell, Christian Duke, Josh Gardner, Jacob Peterson, Michael Thomas Atacante, Teal Bunbury, Bobby Convey, Claudio Bieler, CJ Sapong, Soony Saad, Kei Kamara, Jimmy Medranda. Trainer-coach: Peter Vermes. Assistent-coaches: Zoran Savic en Kerry Zavagnin.

### Trainers
- Peter Vermes